# 玉川村 (静岡県)
玉川村（たまかわむら）は静岡県の中部、安倍郡に属していた村である。現在の静岡市葵区北部、安倍川支流の流域にあたる。

## 地理
- 山：見月山、大棚山、天狗岳、大岳
- 河川：安倍中河内川、西河内川
- 滝：権現滝

## 歴史

### 村名の由来
古くは玉川郷と称したことによる。

### 沿革
- 1889年（明治22年）4月1日 - 町村制の施行により、安倍郡中沢村、落合村、桂山村、奥仙俣村、口仙俣村、油野村、長妻田村、柿島村、奥池ヶ谷村、長熊村、森腰村、内匠村、腰越村、大沢村、横沢村の区域をもって玉川村が成立。
- 1969年（昭和44年）1月1日 - 静岡市に編入。同日玉川村廃止。